# Notylia platyglossa
Notylia platyglossa är en orkidéart som beskrevs av Rudolf Schlechter. Notylia platyglossa ingår i släktet Notylia och familjen orkidéer. Inga underarter finns listade i Catalogue of Life.